# Sintula penicilliger
Sintula penicilliger là một loài nhện trong họ Linyphiidae.
Loài này thuộc chi Sintula. Sintula penicilliger được Eugène Simon miêu tả năm 1884.